# Licochalcon A
Licochalcon A ist ein Retrochalkon aus der Stoffgruppe der Flavonoide, das aus der Wurzel des chinesischen Süßholzes (Glycyrrhiza inflata) extrahiert werden kann. Neben der bekannten antientzündlichen Wirkung konnten bisher in Laborstudien antibakterielle, antiparasitäre und krebshemmende Wirkungen nachgewiesen werden.

## Vorkommen
Bei den Süßhölzern kommt Licochalcon A nur in den Arten G. inflata und G. eurycarpa vor, was es zu einem Unterscheidungsmerkmal zu den sehr ähnlichen G. glabra und G. uralensis macht.
Licochalcon A wurde weiters in indischem Patschuli (Pogostemon cablin) und Pleurospermum hookeri var. thomsonii, einem Doldenblütler, gefunden.

## Synthese
Über die Biosynthese der Licochalcone ist noch nichts bekannt. Für die Synthese im Labor bieten sich als Ausgangssubstanzen prenylierte Benzaldehyde an.

## Pharmakologie
Licochalcon A hemmt in verschiedenen Hautzellen die Ausschüttung von Entzündungsmediatoren wie NF-κB. Die Wirkung gegen Plasmodium kommt aufgrund einer irreversiblen Veränderung roter Blutkörperchen zustande. Der Wirkstoff wird unter anderem in Hautpflegeprodukten bei Neurodermitis und in Kosmetika für empfindliche Haut verwendet.